# فيليسيتي كولمان
فيليسيتي كولمان (بالإنجليزية: Felicity Colman)‏ هي مؤرخة الفن أسترالية، ولدت في 1967.